# Luigi Pacini

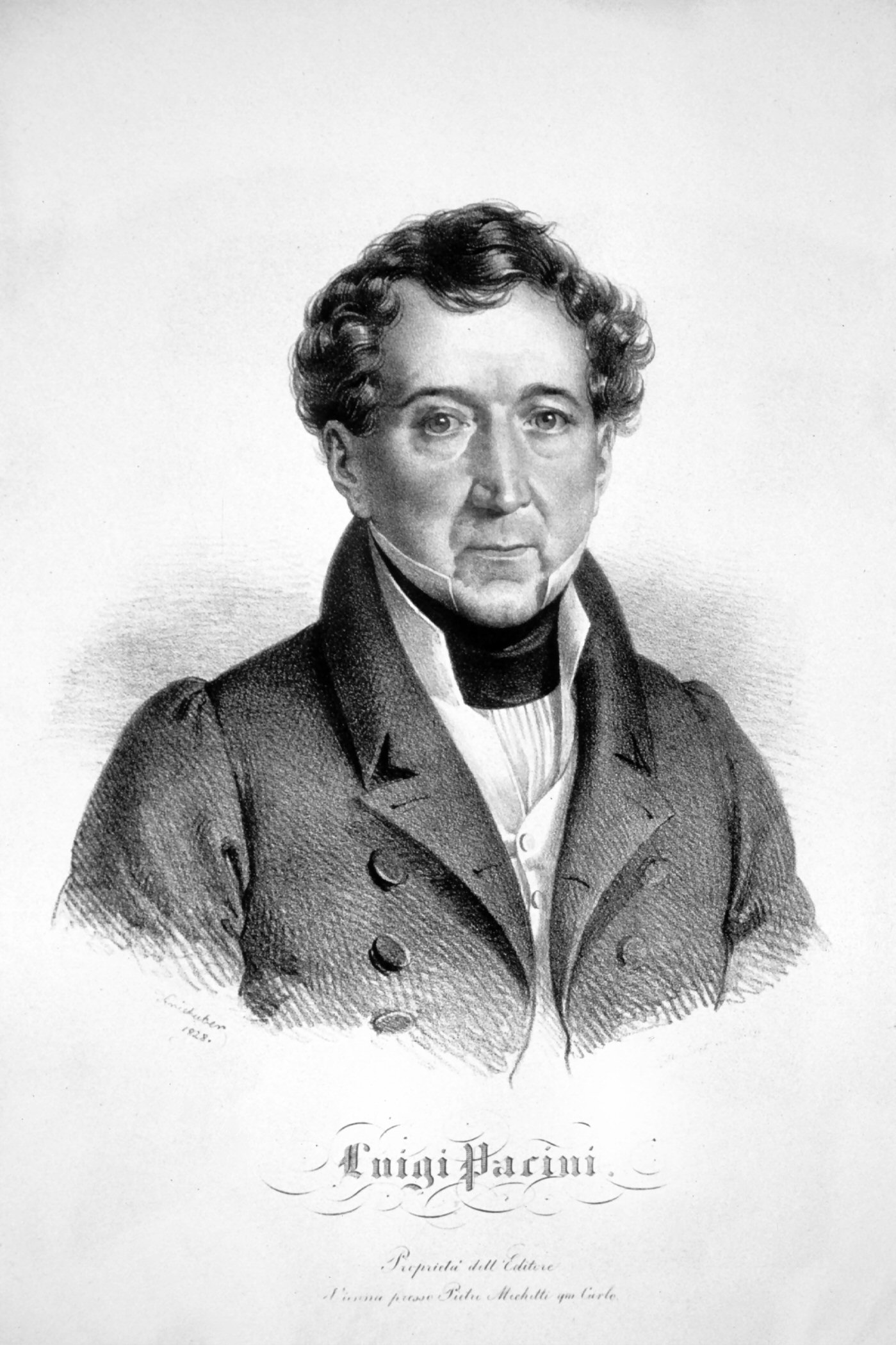
Luigi Pacini, litografi av Josef Kriehuber.

Luigi Pacini, född 1767 i Pupilio i Toskana, död 1837, var en italiensk sångare och sångpedagog. Han var far till Giovanni Pacini.
Pacini var professor i sång vid konservatoriet i Viareggio. Han uppträdde med stort bifall än som förste tenor, än som basbuffosångare på Italiens främsta teatrar. 